# Sylvisorex granti
Sylvisorex granti är en däggdjursart som beskrevs av Thomas 1907. Sylvisorex granti ingår i släktet Sylvisorex och familjen näbbmöss. IUCN kategoriserar arten globalt som livskraftig.
Arten lever med flera från varandra skilda populationer i östra Afrika i Kenya, norra Tanzania, Uganda, Rwanda och östra Kongo-Kinshasa. Den vistas i låglandet och i bergstrakter upp till 4000 meter över havet. Habitatet varierar mellan fuktiga skogar, områden som domineras av bambu och bergsängar.
Näbbmusens ovansida är täckt av svartaktig päls med brun skugga och på undersidan förekommer lite ljusare gråbrun päls. På de mörkgråa öronen finns korta hår. Även på den långa svansen förekommer korta hår som nästan är osynliga.

## Underarter
Arten delas in i följande underarter:
- S. g. granti
- S. g. mundus